# Budry (stacja kolejowa)
Budry – zlikwidowana stacja kolejowa w Budrach, w województwie warmińsko-mazurskim, w Polsce. Przystanek znajdował się przy nieczynnej linii kolejowej z Węgorzewa do Gołdapi.